# Pareurythoe californica
Pareurythoe californica är en ringmaskart som först beskrevs av Johnson 1897.  Pareurythoe californica ingår i släktet Pareurythoe och familjen Amphinomidae. Inga underarter finns listade i Catalogue of Life.